# Vieux-Port
Vieux-Port – miejscowość i gmina we Francji, w regionie Normandia, w departamencie Eure. Przez miejscowość przepływa Sekwana. 
Według danych na rok 1990 gminę zamieszkiwały 42 osoby, a gęstość zaludnienia wynosiła 74 osoby/km² (wśród 1421 gmin Górnej Normandii Vieux-Port plasuje się na 835. miejscu pod względem liczby ludności, natomiast pod względem powierzchni na miejscu 900.).